# Grube Flussberg
Die Grube Flussberg (auch Alter Flussberg) war eine Eisenerzgrube in Eiserfeld, einem Siegener Stadtteil im Kreis Siegen-Wittgenstein. Sie war eine von zahlreichen Gruben am Gilberg zwischen Eiserfeld und dem damals noch eigenständigen Ort Hengsbach.

## Geschichte
1697 wurde die Grube erstmals erwähnt. Wahrscheinlich ist sie aber schon älter. 1750 wurde das Bergrecht erneut urkundlich verliehen. Angelegt wurden der Alte Flussberger Erbstollen auf Talsohlenniveau, ein Oberer Stollen und 1862 ein Tiefer Stollen (26 m oberhalb des Erbstollens), ebenfalls im Siegtal. 1862 war er 31 m lang. Ebenfalls im gleichen Jahr erreichte der Erbstollen nach 240 m Länge den sich in die Tiefe veredelnden Erzgang (Mächtigkeit 2–4 m). Später brachte der Tiefe Stollen eine Teufe von 54 m unter Tage ein.
Ab 1868 wurde Tiefbau betrieben. Der Schacht der Grube wurde 1874 angelegt, hatte eine Größe von 4 × 2 m und wurde nach der Stilllegung der Grube nicht verfüllt. Bis 1887 wurden im Schacht 5 Sohlen gehauen: 84 m; 107 m; 137 m; 178 m; 220 m. Ein Blindschacht ging dann bis auf die 8. Sohle auf 374 m Teufe. Zwischen 1891 und 1907 wurde die Förderung auf der Grube stillgelegt. Am 15. Juli 1924 wurde die Grube stillgelegt. Die Grube befand sich zuletzt im Besitz der Mannesmannröhren-Werke.

### Förderung
Die Eisenerzförderung lag wie folgt:
| - 1862: 2.154 t - 1863: 5.722 t - 1864: 4.448 t | - 1865: 5.467 t - 1866: 3.315 t - 1867: 5.200 t | - 1868: 9.514 t - 1869: 4.560 t - 1870: 3.079 t | - 1875: 15.365 t - 1878: 22.085 t - 1885: 4.527 t |

Die Gesamtförderung lag bei knapp 500.000 t Eisenerz, nebenbei wurden ein paar Kupfererze gefördert. Die Ganglänge der Erzlagerstätte betrug 250 m.

### Konsolidationen
Zur Grube gehörte der Betrieb Pützhorn in Siegen. Diese Grube war zwischen dem 18. Jahrhundert und dem 15. August 1925 in Betrieb. Eine Neuverleihung der Bergrechte erfolgte am 14. Oktober 1834. Ab 1855 war eine Dampfmaschine in Betrieb, der Schacht hatte eine Größe von 2,7 × 4 m und eine Teufe 107 m. Zur Grube Pützhorn gehörten folgende Betriebe:
- Johannisberg (* 1845)
- Münkerstollen (* 1835, Tiefbau ab 1874; 74 m Teufe)
- Serviatus (* 1859)
- Tannenwald (Zeppenfeld, 1830–1865)
- Thielmannsfreude (* 3. Juli 1831)